# Цамакасар
Цамакасар (вірм. Ցամաքասար) — село в марзі Арагацотн, на заході Вірменії. Село розташоване за 16 км на північний захід від міста Талін, 5 км на північний захід від села Ацашен, за 2 км від села Зарінджа та за 3 км на схід від села Сусер. У селі під час розкопок були знайдені поховання Бронзової доби.